# Lethenteron camtschaticum
Lethenteron camtschaticum — вид міног. Населяє узбережні прісні водойми Арктики. Ареал простягається від Лапландії на схід до Камчатки та на південь до Японії та Кореї. Він також населяє арктичні та тихоокеанські басейни Аляски та північно-західної Канади.

## Опис
Тіло завдовжки від 13 до 32 см, але найбільший відомий зразки досягав 63 см і 200 грам ваги. Неанадромні особини рідко мають довжину більше 18 сантиметрів. Забарвлення коричневого, сірого або оливкового кольору із блідішим животом. Біля хвоста розташовані два спинні плавці, задній — більший. Самці більші за самиць. Хвостовий плавець має дві частини, нижня довша за верхню. Він з'єднаний із спинним та анальним плавцями. Анальний плавець самця має вигляд невеликого хребта.